# Harvestehude
Harvestehude, Hamburg-Harvestehude – dzielnica miasta Hamburg w Niemczech, w okręgu administracyjnym Eimsbüttel. 
1 kwietnia 1938 na mocy ustawy o Wielkim Hamburgu włączony w granice miasta.
W dzielnicy ma swoją główną siedzibę nadawca radiowo-telewizyjny Norddeutscher Rundfunk.